# Podochilus sumatrensis
Podochilus sumatrensis är en orkidéart som beskrevs av Henry Nicholas Ridley. Podochilus sumatrensis ingår i släktet Podochilus och familjen orkidéer. Inga underarter finns listade i Catalogue of Life.